# 65 Sibela
65 Sibela (mednarodno ime 65 Cybele, starogrško starogrško Κυβέλη: Kibéle) je velik asteroid tipa C v glavnem asteroidnem pasu. Po njem se imenuje asteroidna družina Sibela.

## Odkritje
Asteroid je odkril Ernst Wilhelm Leberecht Tempel (1821 – 1889) 8. marca 1861.. Tempel je bil zelo uspešen odkritelj kometov. Asteroid Sibela pa je bil njegov drugi odkriti asteroid. Asteroid se imenuje po Sibeli, boginji zemlje.

## Lastnosti
Asteroid Sibela obkroži Sonce v 6,36 letih. Njegova tirnica ima izsrednost 0,105, nagnjena pa je za 3,548° proti ekliptiki. Njegov premer  237,3 km, okrog svoje osi pa se zavrti v 4,041 urah.  Kot asteroid tipa C je temen in sestavljen iz karbonatov. Je eden izmed največjih asteroidov v glavnem asteroidnem pasu. 

## Okultacije
Prvo okultacijo so opazovali leta 1979 v takratni Sovjetski zvezi. Z opazovanji so ugotovili, da bi asteroid lahko imel premer okoli 230 km, kar se precej ujema s premerom 237 km, ki ga je dal satelit IRAS (Infrared Astronomical Satellite). 

## Naravni satelit
Med okultacijo so opazili, da bi asteroid lahko imel tudi 11 km veliko luno, ki je oddaljena od asteroida 917 km .